# Giải vô địch bóng đá trong nhà châu Á 2002
Giải vô địch bóng đá trong nhà châu Á 2002 diễn ra tại Jakarta, Indonesia từ ngày 22 đến ngày 30 tháng 10 năm 2002.

## Địa điểm
| Jakarta          |
| ---------------- |
| Istora Senayan   |
| Sức chứa: 10,000 |
|                  |

## Bốc thăm
| Bảng A                                        | Bảng B                                                          | Bảng C                                                  |
| --------------------------------------------- | --------------------------------------------------------------- | ------------------------------------------------------- |
| Hàn Quốc · Thái Lan · Iraq · Bahrain · Brunei | Iran · Uzbekistan · Đài Bắc Trung Hoa · Malaysia · Turkmenistan | Indonesia · Nhật Bản · Kuwait · Kyrgyzstan · Trung Quốc |

## Vòng bảng

### Bảng A
| Đội      | ST | T | H | B | BT | BB | HS  | Đ  |
| -------- | -- | - | - | - | -- | -- | --- | -- |
| Thái Lan | 4  | 4 | 0 | 0 | 33 | 8  | +25 | 12 |
| Hàn Quốc | 4  | 2 | 1 | 1 | 26 | 16 | +10 | 7  |
| Iraq     | 4  | 2 | 0 | 2 | 35 | 13 | +22 | 6  |
| Bahrain  | 4  | 1 | 1 | 2 | 18 | 29 | −11 | 4  |
| Brunei   | 4  | 0 | 0 | 4 | 7  | 53 | −46 | 0  |

| Hàn Quốc | 5 – 5 | Bahrain |
| -------- | ----- | ------- |
|          |       |         |

| Brunei | 1 – 14 | Thái Lan |
| ------ | ------ | -------- |
|        |        |          |

| Thái Lan | 12 – 4 | Bahrain |
| -------- | ------ | ------- |
|          |        |         |

| Iraq | 5 – 8 | Hàn Quốc |
| ---- | ----- | -------- |
|      |       |          |

| Brunei | 1 – 20 | Iraq |
| ------ | ------ | ---- |
|        |        |      |

| Thái Lan | 4 – 2 | Hàn Quốc |
| -------- | ----- | -------- |
|          |       |          |

| Hàn Quốc | 11 – 2 | Brunei |
| -------- | ------ | ------ |
|          |        |        |

| Bahrain | 1 – 9 | Iraq |
| ------- | ----- | ---- |
|         |       |      |

| Iraq | 1 – 3 | Thái Lan |
| ---- | ----- | -------- |
|      |       |          |

| Bahrain | 8 – 3 | Brunei |
| ------- | ----- | ------ |
|         |       |        |

### Bảng B
| Đội               | ST | T | H | B | BT | BB | HS  | Đ |
| ----------------- | -- | - | - | - | -- | -- | --- | - |
| Iran              | 3  | 3 | 0 | 0 | 38 | 1  | +37 | 9 |
| Uzbekistan        | 3  | 2 | 0 | 1 | 12 | 7  | +5  | 6 |
| Malaysia          | 3  | 1 | 0 | 2 | 8  | 30 | −22 | 3 |
| Đài Bắc Trung Hoa | 3  | 0 | 0 | 3 | 8  | 28 | −20 | 0 |

| Iran | 5 – 0 | Uzbekistan |
| ---- | ----- | ---------- |
|      |       |            |

| Đài Bắc Trung Hoa | 6 – 7 | Malaysia |
| ----------------- | ----- | -------- |
|                   |       |          |

| Malaysia | 1 – 7 | Uzbekistan |
| -------- | ----- | ---------- |
|          |       |            |

| Malaysia | 0 – 17 | Iran |
| -------- | ------ | ---- |
|          |        |      |

| Iran | 16 – 1 | Đài Bắc Trung Hoa |
| ---- | ------ | ----------------- |
|      |        |                   |

| Uzbekistan | 5 – 1 | Đài Bắc Trung Hoa |
| ---------- | ----- | ----------------- |
|            |       |                   |

### Bảng C
| Đội        | ST | T | H | B | BT | BB | HS  | Đ  |
| ---------- | -- | - | - | - | -- | -- | --- | -- |
| Nhật Bản   | 4  | 4 | 0 | 0 | 16 | 4  | +12 | 12 |
| Kuwait     | 4  | 2 | 1 | 1 | 20 | 7  | +13 | 7  |
| Kyrgyzstan | 4  | 1 | 2 | 1 | 12 | 7  | +5  | 5  |
| Indonesia  | 4  | 1 | 1 | 2 | 12 | 11 | +1  | 4  |
| Trung Quốc | 4  | 0 | 0 | 4 | 3  | 34 | −31 | 0  |

| Indonesia | 6 – 0 | Trung Quốc |
| --------- | ----- | ---------- |
|           |       |            |

| Kyrgyzstan | 2 – 2 | Kuwait |
| ---------- | ----- | ------ |
|            |       |        |

| Kuwait | 15 – 1 | Trung Quốc |
| ------ | ------ | ---------- |
|        |        |            |

| Nhật Bản | 5 – 1 | Indonesia |
| -------- | ----- | --------- |
|          |       |           |

| Kyrgyzstan | 1 – 2 | Nhật Bản |
| ---------- | ----- | -------- |
|            |       |          |

| Kuwait | 3 – 2 | Indonesia |
| ------ | ----- | --------- |
|        |       |           |

| Indonesia | 3 – 3 | Kyrgyzstan |
| --------- | ----- | ---------- |
|           |       |            |

| Trung Quốc | 2 – 7 | Nhật Bản |
| ---------- | ----- | -------- |
|            |       |          |

| Nhật Bản | 2 – 0 | Kuwait |
| -------- | ----- | ------ |
|          |       |        |

| Trung Quốc | 0 – 6 | Kyrgyzstan |
| ---------- | ----- | ---------- |
|            |       |            |

### Xếp hạng các đội xếp thứ ba
| Đội        | ST | T | H | B | BT | BB | HS  | Đ |
| ---------- | -- | - | - | - | -- | -- | --- | - |
| Iraq       | 4  | 2 | 0 | 2 | 35 | 13 | +22 | 6 |
| Kyrgyzstan | 4  | 1 | 2 | 1 | 12 | 7  | +5  | 5 |
| Malaysia   | 3  | 1 | 0 | 2 | 8  | 30 | −22 | 3 |

## Vòng loại trực tiếp
|  | Tứ kết                | Tứ kết                |                       |    | Bán kết       | Bán kết       |  |  | Chung kết | Chung kết |
|  |                       |                       |                       |    |               |               |  |  |           |           |
|  | 28 tháng 10 – Jakarta |                       |                       |    |               |               |  |  |           |           |
|  |                       |                       |                       |    |               |               |  |  |           |           |
|  | Thái Lan              | 5                     |                       |    |               |               |  |  |           |           |
|  | Thái Lan              | 5                     | 29 tháng 10 – Jakarta |    |               |               |  |  |           |           |
|  | Iraq                  | 2                     |                       |    |               |               |  |  |           |           |
|  | Iraq                  | 2                     | Thái Lan              | 0  |               |               |  |  |           |           |
|  | 28 tháng 10 – Jakarta |                       | Thái Lan              | 0  |               |               |  |  |           |           |
|  |                       | Nhật Bản              | 3                     |    |               |               |  |  |           |           |
|  | Nhật Bản              | Nhật Bản              | 3                     | 1  |               |               |  |  |           |           |
|  | Nhật Bản              |                       | 30 tháng 10 – Jakarta | 1  |               |               |  |  |           |           |
|  | Uzbekistan            | 0                     |                       |    |               |               |  |  |           |           |
|  | Uzbekistan            | 0                     | Nhật Bản              | 0  |               |               |  |  |           |           |
|  | 28 tháng 10 – Jakarta |                       | Nhật Bản              | 0  |               |               |  |  |           |           |
|  |                       | Iran                  | 6                     |    |               |               |  |  |           |           |
|  | Iran                  | Iran                  | 6                     | 10 |               |               |  |  |           |           |
|  | Iran                  | 29 tháng 10 – Jakarta |                       | 10 |               |               |  |  |           |           |
|  | Kyrgyzstan            | 2                     |                       |    |               |               |  |  |           |           |
|  | Kyrgyzstan            | 2                     | Iran                  | 7  |               |               |  |  |           |           |
|  | 28 tháng 10 – Jakarta |                       | Iran                  | 7  |               |               |  |  |           |           |
|  |                       | Hàn Quốc              | 4                     |    | Tranh hạng ba | Tranh hạng ba |  |  |           |           |
|  | Kuwait                | Hàn Quốc              | 4                     | 6  | Tranh hạng ba | Tranh hạng ba |  |  |           |           |
|  | Kuwait                |                       | 30 tháng 10 – Jakarta | 6  |               |               |  |  |           |           |
|  | Hàn Quốc              | 7                     |                       |    |               |               |  |  |           |           |
|  | Hàn Quốc              | 7                     | Thái Lan              | 4  |               |               |  |  |           |           |
|  |                       |                       |                       |    |               |               |  |  |           |           |
|  | Hàn Quốc              | 2                     |                       |    |               |               |  |  |           |           |
|  | Hàn Quốc              | 2                     |                       |    |               |               |  |  |           |           |

### Tứ kết
| Thái Lan | 5 – 2 | Iraq |
| -------- | ----- | ---- |
|          |       |      |

| Iran | 10 – 2 | Kyrgyzstan |
| ---- | ------ | ---------- |
|      |        |            |

| Nhật Bản | 1 – 0 | Uzbekistan |
| -------- | ----- | ---------- |
|          |       |            |

| Kuwait | 6 – 7 | Hàn Quốc |
| ------ | ----- | -------- |
|        |       |          |

### Bán kết
| Thái Lan | 0 – 3 | Nhật Bản |
| -------- | ----- | -------- |
|          |       |          |

| Iran | 7 – 4 | Hàn Quốc |
| ---- | ----- | -------- |
|      |       |          |

### Tranh hạng ba
| Thái Lan | 4 – 2 | Hàn Quốc |
| -------- | ----- | -------- |
|          |       |          |

### Chung kết
| Nhật Bản | 0 – 6 | Iran                                               |
| -------- | ----- | -------------------------------------------------- |
|          |       | Shamsaei · Moeini · Pariazar · Heidarian · Dadashi |

## Giải thưởng
| Vô địch Giải vô địch bóng đá trong nhà châu Á 2002 |
| -------------------------------------------------- |
| · Iran · Lần thứ 4                                 |

| Vahid Shamsaei, Siamak Dadashi, Mojtaba Moeini, Hamid Reza Abrarinia, Hamid Shandizi, Mohammad Hashemzadeh, Majid Raeisi, Ahmad Pariazar, Mansour Molaei, Saeid Abdollahnejad, Reza Naseri, Ali Saneei, Mojtaba Ahangaran, Mohammad Reza Heidarian |
| Huấn luyện viên xuất sắc nhất: Mohammad Hassan Ansarifard |

- Cầu thủ xuất sắc nhất giải
  -  Anucha Munjarern
- Vua phá lưới
  -  Vahid Shamsaei (26 bàn)
- Đội đoạt giải Fair-Play
  -  Thái Lan